# Henri Willems
Henri Willems (n. 30 septembrie 1899 – d. secolul al XX-lea) a fost un bober ce a reprezentat Belgia, medaliat olimpic. A participat la o ediție a Jocurilor Olimpice (1924) în care a câștigat o medalie de bronz.

## Participări
Lista de mai jos prezintă principalele competiții la care a participat Henri Willems de-a lungul carierei.
- bobsleigh at the 1924 Winter Olympics – four man event[*]